# Lista de deputados estaduais do Rio de Janeiro da 12.ª legislatura
Esta é a lista de deputados estaduais do Rio de Janeiro eleitos para a legislatura 2019–2023. Nas eleições estaduais no Rio de Janeiro em 2018, em 7 de outubro, foram eleitos 70 deputados estaduais.

## Composição das bancadas
| Partido       | Líder                             | Bancada | Posição      |
| ------------- | --------------------------------- | ------- | ------------ |
| PL            | Deputado Rodrigo Bacellar         | 14 / 70 | Governo      |
| União Brasil  | Deputado Márcio Canella           | 10 / 70 | Governo      |
| Solidariedade | Deputado Anderson Alexandre       | 6 / 70  | Governo      |
| PSD           | Deputado Luiz Paulo               | 6 / 70  | Independente |
| PSOL          | Deputada Renata Souza             | 4 / 70  | Oposição     |
| Republicanos  | Deputado Carlos Macedo            | 3 / 70  | Independente |
| PP            | Deputado Dionísio Lins            | 3 / 70  | Governo      |
| PSC           | Deputado Léo Vieira               | 3 / 70  | Governo      |
| PSB           | Deputado Carlos Minc              | 3 / 70  | Oposição     |
| Avante        | Deputado Marcos Abrahão           | 3 / 70  | Governo      |
| PT            | Deputada Zeidan                   | 2 / 70  | Oposição     |
| PTB           | Deputado Marcus Vinícius          | 2 / 70  | Governo      |
| PODE          | Deputado Wellington José da Silva | 2 / 70  | Governo      |
| DC            | Deputado Marcelo Cabelereiro      | 2 / 70  | Governo      |
| PROS          | Deputado Max Lemos                | 2 / 70  | Governo      |
| PDT           | Deputada Delegada Martha Rocha    | 1 / 70  | Oposição     |
| MDB           | Deputado Rosenverg Reis           | 1 / 70  | Governo      |
| PCdoB         | Deputada Enfermeira Rejane        | 1 / 70  | Oposição     |
| Patriota      | Deputado Val Ceasa                | 1 / 70  | Independente |
| PV            | Deputado Eurico Junior            | 1 / 70  | Independente |

## Mudanças
Entre o resultado anunciado logo após a eleição e a diplomação, ocorreram algumas poucas modificações. O vereador carioca Carlo Caiado, do DEM, que recebeu uma votação de 32.435 votos, chegou a ser considerado eleito. Porém, no dia da diplomação, o TSE julgou procedente o recurso do candidato Rubens Bomtempo. Embora não tenha sido eleito, uma vez absolvido, seus votos foram computados e ajudaram a modificar o quociente eleitoral, dando ao PSB uma vaga que seria da chapa do DEM. Assim, Renan Ferreirinha acabou sendo eleito.
Situação parecida ocorreu com Pedro Ricardo do PSL, que recebeu 22.006, e com isso teria sido o 12º colocado de seu partido. Após o deferimento da candidatura de Felipe Peixoto, a mudança do quociente deu mais uma vaga ao PSD, o que garantiu a vaga a Chico Machado.

## Deputados Estaduais
| Nome                     | Partido       | Coligação                                | Votos nominais | Notas | Ref.        |
| ------------------------ | ------------- | ---------------------------------------- | -------------- | --- | ----------- |
| Rodrigo Amorim           | PTB           | PSL                                      | 140.666        | Eleito pelo PSL | [ 2 ]       |
| Márcio Canella           | União Brasil  | MDB                                      | 110.167        | Eleito pelo MDB | [ 2 ]       |
| Alana Passos             | União Brasil  | PSL                                      | 106.253        | Eleita pelo PSL | [ 2 ]       |
| Alexandre Knoploch       | PSC           | PSL                                      | 103.639        | Eleito pelo PSL | [ 2 ]       |
| Coronel Salema           | PL            | PSL                                      | 99.459         | Eleito pelo PSL | [ 2 ]       |
| Samuel Malafaia          | PL            | DEM                                      | 83.784         | Eleito pelo DEM | [ 2 ]       |
| André Corrêa             | PP            | DEM                                      | 66.881         | Eleito pelo DEM. Esteve preso por alguns meses, tendo sido substituído por Carlo Caiado (DEM) | [ 2 ]       |
| Lucinha                  | PSD           | O Rio sem Crise Cidadania - PSDB         | 65.735         | Eleita pelo PSDB | [ 2 ]       |
| Renata Souza             | PSOL          | Mudar é Possível PSOL - PCB              | 63.937         | | [ 2 ]       |
| Danniel Librelon         | Republicanos  | Republicanos                             | 63.767         | | [ 2 ]       |
| Rosenverg Reis           | MDB           | MDB                                      | 63.450         | | [ 2 ]       |
| Flávio Serafini          | PSOL          | Mudar é Possível PSOL - PCB              | 61.754         | | [ 2 ]       |
| Max Lemos                | PROS          | MDB                                      | 59.672         | Eleito pelo MDB | [ 2 ]       |
| Delegado Carlos Augusto  | PL            | PSD                                      | 56.969         | Eleito pelo PSD | [ 2 ]       |
| Tia Ju                   | Republicanos  | Republicanos                             | 56.766         | Licenciou-se do mandato entre 2020 e 2021 para assumir a secretaria de Assistência Social e Direitos Humanos da Prefeitura do Rio de Janeiro, sendo substituída por Capitão Paulo Teixeira (Republicanos)                                                                                             | [ 2 ]       |
| Rosane Felix             | PL            | PSD                                      | 53.644         | Eleita pelo PSD | [ 2 ]       |
| Carlos Macedo            | Republicanos  | Republicanos                             | 53.397         | | [ 2 ]       |
| Gustavo Tutuca           | PP            | MDB                                      | 49.952         | Eleito pelo MDB. Licenciou-se do mandato duas vezes, entre 2020 e 2022 e em janeiro de 2023, para assumir a secretaria estadual de Turismo, sendo substituído por Átila Nunes | [ 2 ]       |
| Luiz Paulo               | PSD           | O Rio sem Crise Cidadania - PSDB         | 49.012         | Eleito pelo PSDB | [ 2 ]       |
| Martha Rocha             | PDT           | PDT                                      | 48.949         | | [ 2 ]       |
| Zeidan                   | PT            | PT                                       | 48.807         | | [ 2 ]       |
| Sérgio Louback           | PSC           | PSC                                      | 10.560         | Assumiu como suplente durante o período em que Chiquinho da Mangueira esteve preso. Assumiu definitivamente em junho de 2022 com a eleição de Márcio Pacheco para o Tribunal de Contas do Estado do Rio de Janeiro                                                                                    | [ 2 ]       |
| André Ceciliano          | PT            | PT                                       | 46.893         | | [ 2 ]       |
| Sérgio Fernandes         | PSD           | PDT                                      | 33.302         | Assumiu como suplente durante o período em que Luiz Martins esteve preso e quando Thiago Pampolha se licenciou do mandato para assumir a Secretaria estadual de Meio Ambiente. Assumiu definitivamente em janeiro de 2023 com a posse de Pampolha como vice-governador.                               | [ 2 ] [ 5 ] |
| Franciane Motta          | União Brasil  | MDB                                      | 45.123         | Eleita pelo MDB | [ 2 ]       |
| Jorge Felippe Neto       | Avante        | PSD                                      | 43.099         | Eleito pelo PSD. Licenciou-se do mandato entre 2021 e 2022 para assumir a secretaria municipal de Trabalho e Renda do Rio de Janeiro, sendo substituído por Felipe Peixoto. | [ 2 ]       |
| Dionísio Lins            | PP            | PP                                       | 40.910         | | [ 2 ]       |
| Mônica Francisco         | PSOL          | Mudar é Possível PSOL - PCB              | 40.631         | | [ 2 ]       |
| Anderson Moraes          | PL            | PSL                                      | 40.540         | Eleito pelo PSL | [ 2 ]       |
| Filipe Soares            | União Brasil  | DEM                                      | 40.308         | Eleito pelo DEM | [ 2 ]       |
| Luiz Martins             | União Brasil  | PDT                                      | 38.449         | Eleito pelo PDT. Esteve preso por alguns meses, quando foi substituído por Sergio Fernandes (PDT) | [ 2 ]       |
| Carlos Minc              | PSB           | PSB                                      | 38.416         | | [ 2 ]       |
| Fábio Silva              | União Brasil  | DEM                                      | 36.820         | Eleito pelo DEM | [ 2 ]       |
| Doutor Deodalto          | PL            | DEM                                      | 35.991         | Eleito pelo DEM | [ 2 ]       |
| Gustavo Schmidt          | Avante        | PSL                                      | 34.869         | Eleito pelo PSL | [ 2 ]       |
| Eliomar Coelho           | PSB           | Mudar é Possível PSOL - PCB              | 34.836         | Eleito pelo PSOL | [ 2 ]       |
| Célia Jordão             | PL            | PRP                                      | 20.302         | Eleita pelo PRP, assumiu como suplente temporária após o licenciamento de Bruno Dauaire, e um mês após, assumiu definitivamente com a renúncia de Renato Cozzolino. | [ 2 ] [ 5 ] |
| Enfermeira Rejane        | PCdoB         | PCdoB                                    | 33.003         | | [ 2 ]       |
| Jair Bittencourt         | PL            | PP                                       | 32.656         | Eleito pelo PP. Licenciou-se do mandato em janeiro em 2023 para assumir a Secretaria de Agricultura, Pecuária, Pesca e Abastecimento, sendo substituído por Marcelo Queiroz. | [ 2 ]       |
| Noel de Carvalho         | Solidariedade | O Rio sem Crise Cidadania - PSDB         |                | Eleito pelo PSDB | [ 2 ] [ 5 ] |
| Renato Zaca              | PL            | PSL                                      | 31.627         | Eleito pelo PSL | [ 2 ]       |
| Marcos Muller            | União Brasil  | PHS                                      | 31.512         | Eleito pelo PHS | [ 2 ]       |
| Waldeck Carneiro         | PSB           | PT                                       | 31.358         | Eleito pelo PT | [ 2 ]       |
| Marcus Vinícius          | PTB           | Trabalhar Para Mudar Solidariedade - PTB | 30.454         | Esteve preso por alguns meses, quando foi substituído por Paulo Bagueira (SD) | [ 2 ]       |
| Chico Machado            | Solidariedade | PSD                                      | 30.067         | Eleito pelo PSD. | [ 2 ]       |
| Coronel Jairo            | Solidariedade | Trabalhar Para Mudar Solidariedade - PTB | 24.620         | 1º Suplente, assumiu após a cassação de Vandro Família. | [ 2 ]       |
| Pedro Ricardo            | PROS          | PSL                                      | 22.006         | Eleito pelo PSL. 1º Suplente, assumiu após a morte de Gil Vianna. | [ 2 ]       |
| Dani Monteiro            | PSOL          | Mudar é Possível PSOL - PCB              | 27.982         | | [ 2 ]       |
| Filippe Poubel           | PL            | PSL                                      | 27.832         | Eleito pelo PSL | [ 2 ]       |
| Doutor Serginho          | PL            | PSL                                      | 26.906         | Eleito pelo PSL. Licenciou-se do mandato duas vezes, entre 2020 e 2022 e em janeiro de 2023, para assumir a secretaria estadual de Ciência e Tecnologia, sendo substituído por Charlles Batista. | [ 2 ]       |
| Brazão                   | União Brasil  | PL                                       | 26.846         | Eleito pelo PL | [ 2 ]       |
| Adriana Balthazar        | PSD           | NOVO                                     | 17.758         | Eleita pelo NOVO. 1ª suplente, assumiu com a renúncia de Chicão Bulhões. | [ 2 ] [ 5 ] |
| Rodrigo Bacellar         | PL            | Trabalhar Para Mudar Solidariedade - PTB | 26.135         | Eleito pelo Solidariedade. Licenciou-se do mandato entre 2021 e 2022 para assumir a secretaria estadual de governo, sendo substituído por Coronel Jairo (Solidariedade) e, depois, por Paula Tringuelê (Solidariedade).                                                                               | [ 2 ]       |
| Bebeto                   | PSD           | PODE                                     | 25.917         | Eleito pelo PODE | [ 2 ]       |
| Marcelo Dino             | União Brasil  | PSL                                      | 25.497         | Eleito pelo PSL | [ 2 ]       |
| Anderson Alexandre       | Solidariedade | Trabalhar Para Mudar Solidariedade - PTB | 25.384         | | [ 2 ]       |
| Val Ceasa                | Patriota      | Patriota                                 | 25.259         | | [ 2 ]       |
| Renan Ferreirinha        | PSD           | PSB                                      | 24.854         | Eleito pelo PSB. Licenciou-se do mandato entre 2021 e 2022 para assumir a secretaria de educação do município do Rio de Janeiro, sendo substituído por Rubens Bomtempo (PSB) e, depois, Jari Simão (PSB).                                                                                             | [ 2 ] [ 5 ] |
| Bruno Dauaire            | União Brasil  | PRP                                      | 24.800         | Eleito pelo PRP. Licenciou-se do mandato entre 2020 e 2022 para assumir a secretaria de Direitos Humanos, sendo substituído por Célia Jordão e, depois, Elton Cristo. Licenciou-se novamente em janeiro em 2023 para assumir a Secretaria de Habitação, sendo novamente substituído por Elton Cristo. | [ 2 ] [ 5 ] |
| Marcos Abrahão           | Avante        | Avante                                   | 24.261         | Esteve preso por alguns meses, quando foi substituído por Capitão Nelson (AVANTE) | [ 2 ]       |
| Valdecy da Saúde         | PL            | PHS                                      | 23.307         | Eleito pelo PHS | [ 2 ]       |
| Márcio Gualberto         | PL            | PSL                                      | 23.169         | Eleito pelo PSL | [ 2 ]       |
| Chiquinho da Mangueira   | Solidariedade | PSC                                      | 22.141         | Eleito pelo PSC. Esteve preso por alguns meses, quando foi substituído por Sérgio Louback (PSC) | [ 2 ]       |
| Léo Vieira               | PSC           | PRTB                                     | 20.751         | Eleito pelo PRTB. Licenciou-se do mandato entre 2021 e 2022 para assumir a secretaria de Trabalho e Renda e, posteriormente, a de Defesa do Consumidor, sendo substituído por Jalmir Júnior (PRTB) | [ 2 ]       |
| Alexandre Freitas        | PODE          | NOVO                                     | 20.234         | Eleito pelo NOVO | [ 2 ]       |
| Marcelo Cabeleireiro     | DC            | Rio Sustentável PV - DC                  | 18.003         | | [ 2 ]       |
| Eurico Júnior            | PV            | Rio Sustentável PV - DC                  | 17.851         | 1º Suplente, assumiu após a morte de João Peixoto. Concorreu pelo PV, mudou para o PSC no decorrer do mandato, e após, voltou ao PV. | [ 6 ]       |
| Subtenente Bernardo      | DC            | PROS                                     | 16.855         | Eleito pelo PROS | [ 2 ] [ 7 ] |
| Giovani Ratinho          | Solidariedade | PTC                                      | 13.234         | Eleito pelo PTC | [ 2 ] [ 8 ] |
| Wellington José da Silva | PODE          | PMB                                      | 11.568         | Eleito pelo PMB. 1º suplente, assumiu com a renúncia de Marina Rocha | [ 9 ] [ 5 ] |

## Mortes
| Nome         | Partido | Coligação               | Votos nominais | Notas                             | Ref.        |
| ------------ | ------- | ----------------------- | -------------- | --------------------------------- | ----------- |
| Gil Vianna   | PSL     | PSL                     | 28.636         | Morreu em 19/05/2020, de Covid-19 | [ 2 ] [ 9 ] |
| João Peixoto | DC      | Rio Sustentável PV - DC | 23.951         | Morreu em 30/09/2020, de Covid-19 | [ 10 ]      |

## Renúncias
| Nome             | Partido      | Coligação                        | Votos nominais | Notas | Ref.                      |
| ---------------- | ------------ | -------------------------------- | -------------- | --- | ------------------------- |
| Chicão Bulhões   | Partido Novo | NOVO                             | 26.335         | Renunciou em 6 de dezembro de 2020, para assumir a Secretaria de Desenvolvimento Econômico do município do Rio de Janeiro, no governo de Eduardo Paes. Foi substituído por Adriana Balthazar. | [ 2 ] [ 11 ] [ 12 ] [ 5 ] |
| Marina Rocha     | PMB          | PMB                              | 12.294         | Assumiu a prefeitura de Guapimirim. Foi substituída por Wellington José da Silva. | [ 9 ] [ 5 ]               |
| Renato Cozzolino | PP           | PRP                              | 33.597         | Eleito pelo PRP, renunciou ao ser eleito prefeito de Magé. | [ 2 ] [ 5 ]               |
| Welberth Rezende | Cidadania    | O Rio sem Crise Cidadania - PSDB | 31.725         | Assumiu a prefeitura de Macaé. Substituído por Noel de Carvalho. | [ 2 ] [ 5 ]               |
| Márcio Pacheco   | PSC          | PSC                              | 48.317         | Eleito conselheiro do Tribunal de Contas do Estado. Substituído por Sérgio Louback. | [ 13 ]                    |
| Thiago Pampolha  | União Brasil | PDT                              | 46.137         | Eleito vice-governador do Rio de Janeiro nas eleições de 2022, cargo que assumiu em 1° de janeiro de 2023. Substituído por Sérgio Fernandes.                                                  |                           |

## Cassações
| Nome           | Partido       | Coligação                                | Votos nominais | Notas | Ref.   |
| -------------- | ------------- | ---------------------------------------- | -------------- | --- | ------ |
| Vandro Família | Solidariedade | Trabalhar Para Mudar Solidariedade - PTB | 33.315         | Teve o mandato cassado por distribuir cestas básicas de forma irregular a servidores públicos de Magé, quando era vice-prefeito do município. Foi substituído pelo Coronel Jairo (Solidariedade), 1º suplente da coligação. | [ 14 ] |